# Dyschoriste parvula
Dyschoriste parvula är en akantusväxtart som först beskrevs av Brother Alain och Leonard, och fick sitt nu gällande namn av Werner Rodolfo Greuter och R.Rankin. Dyschoriste parvula ingår i släktet Dyschoriste och familjen akantusväxter. Inga underarter finns listade i Catalogue of Life.